# Ichneumon semicaudatus
Ichneumon semicaudatus är en stekelart som beskrevs av Cuvier 1833. Ichneumon semicaudatus ingår i släktet Ichneumon och familjen brokparasitsteklar. Inga underarter finns listade i Catalogue of Life.